# 3360 Сиринга
3360 Сиринга (енгл. 3360 Syrinx) је Аполо астероид са пречником од приближно 1,8 .
Афел астероида је на удаљености од 4,302 астрономских јединица (АЈ) од Сунца, а перихел на ,632 АЈ.
Ексцентрицитет орбите износи 0,743, инклинација (нагиб) орбите у односу на раван еклиптике 21,416 степени, а орбитални период износи 1415,598 дана (3,875 године).
Апсолутна магнитуда астероида је 16,3 а геометријски албедо 0,17.
Астероид је откривен 4. новембра 1981. године.